# Moisés Gómez
Moisés 'Moi' Gómez Bordonado (Rojales, 23 juni 1994) is een Spaans voetballer die doorgaans als offensieve middenvelder speelt. Hij verruilde Villarreal in juli 2022 voor Osasuna.

## Clubcarrière

### Villarreal
Gómez speelde in de jeugd bij Alicante en Villarreal. Hij maakte op 30 april 2011 op zestienjarige leeftijd zijn debuut in het tweede elftal van Villarreal. Dat speelde die dag een wedstrijd in de Segunda División tegen Gimnàstic de Tarragona. Op 28 november 2011 debuteerde hij in het eerste elftal, in de Primera División tegen Málaga. Hij viel die dag in voor Jonathan de Guzmán. Nadat zijn team degradeerde maakte Gómez op 21 april 2013 in de Segunda División zijn eerste doelpunt in het profvoetbal, tegen Racing Santander. Zijn goal was die dag ook de enige van de wedstrijd.

### Degradatievoetbal
Gómez bleef vier seizoenen bij Villarreal. Hiermee promoveerde hij in 2012/13 naar de Primera División en bleef hij vervolgens twee seizoenen actief op het hoogste niveau. Hoewel hij op zijn hoogtepunt in 2014/15 in 31 speelronden in actie kwam, was hij in die hele periode nooit een onbetwiste basisspeler. Villarreal verhuurde Gómez in seizoen 2015/16 aan Getafe. Daarna liep hij transfervrij de deur uit. Gómez tekende in de eerste week van juli 2016 vervolgens bij Sporting Gijón. Dit was een stap van de Spaanse subtop naar vechten tegen degradatie. Dat had hij niettemin met Getafe ook al eens - tevergeefs - gedaan. Zijn teamgenoten en hij slaagden er ook hier niet in. Zo kwam Gómez na vijf jaar weer terecht in de Segunda División.
Gijón verhuurde Gómez in januari 2018 voor anderhalf jaar aan SD Huesca. Hier werd hij meteen weer basisspeler. Hij promoveerde een halfjaar later voor de tweede keer in zijn leven naar de Primera División. Hierin speelde hij in 2018/19 vervolgens 36 van de 38 speelronden, waarvan 35 vanaf de aftrap. Na Villarreal, Getafe en Sporting Gijón werd Huesca dat seizoen de vierde club waarmee hij degradeerde.

### Terugkeer bij Villarreal
Gómez keerde in juli 2019 terug bij Villarreal, waar hij een contract voor vier jaar tekende. Hier verging het hem deze keer beter dan tijdens zijn eerste periode bij de club. Hij stond onder coach Javier Calleja meestal in de basis. Dat bleef in 2020/21 ook zo onder Unai Emery. Hij won dat jaar de UEFA Europa League met Villarreal, de eerste grote prijs in de clubgeschiedenis. In tegenstelling tot in de competitie fungeerde Gómez tijdens dit toernooi vrijwel iedere wedstrijd als invaller. Door de winst in de Europa League kwam Gómez in 2021/22 voor het eerst in zijn carrière uit in de Champions League, tegen Atalanta Bergamo, Young Boys en Manchester United. Voor Emery werd hij dat seizoen wel meer een invaller dan een basisspeler.
Gómez verruilde Villarreal in juli 2022 voor Osasuna. Hier mocht hij in 2022/23 wel weer vrijwel iedere wedstrijd beginnen. Hij droeg zo in 2022/23 bij aan het bereiken van de zevende plaats in de Primera División. Dat was voor Osasuna de beste prestatie sinds 2011/12 en de eerste keer dat de club zich kwalificeerde voor Europees voetbal sinds 2006/07.

## Interlandcarrière
Gómez kwam uit voor vrijwel alle Spaanse nationale jeugdelftallen vanaf Spanje –16. Hij nam met Spanje –19 deel aan het EK –19 van 2013.

## Erelijst
| UEFA Europa League | 1x | 2020/21 |

1 Herrera ·
2 Vidal ·
3 Cruz ·
4 U. García  ·
5 Herrando ·
6 Torró ·
7 Moncayola ·
8 Ibáñez ·
9 Ra. García ·
10 Oroz ·
11 Barja ·
12 Areso ·
13 Fernández ·
14 Ru. García ·
15 Peña ·
16 Gómez ·
17 Budimir ·
18 Muñoz ·
19 Zaragoza ·
20 Arnáiz ·
21 Martínez ·
22 Boyomo ·
23 Bretones ·
24 Catena ·
27 Benito ·
Coach: Moreno